# Попільня (Корюківський район)
Попі́льня — село в Україні, у Сновській міській громаді Корюківського району Чернігівської області. Населення становить 140 осіб. До 2016 орган місцевого самоврядування — Суничненська сільська рада. Село названо в честь річки яка протікала тут в давні часи.

## Історія
У минулому в цій місцевості існувало багато дрібних хуторів, серед яких найбільшим був хутір Симоновського, відомий також як Симоновщина. З приходом радянської влади та становленням колективізації з метою оптимізації господарської діяльності на початку 1930-х років було прийнято рішення про ліквідацію хуторів та переселення місцевого населення до інших селищ з метою їх укрупнення. Селяни з оточуючих хуторів, таких як Галли та Семилітки, були переселені до хутора Симоновщина. Ця об'єднана сільська община отримала назву Попільня, що було пов'язано з назвою річки, що колись протікала на північно-східній околиці села. 
Новостворене село було приєднане до колгоспу "Заповіти Леніна", з сільрадою в с. Низківка. Пізніше, село було підпорядковане сільській раді в с. Суничне. 
12 червня 2020 року, відповідно до розпорядження Кабінету Міністрів України № 730-р «Про визначення адміністративних центрів та затвердження територій територіальних громад Чернігівської області», увійшло до складу Сновської міської громади.
19 липня 2020 року, в результаті адміністративно-територіальної реформи та ліквідації Сновського району, село увійшло до складу Корюківського району.

## Населення

### Мова
Розподіл населення за рідною мовою за даними перепису 2001 року:
| Мова       | Кількість | Відсоток |
| ---------- | --------- | -------- |
| українська | 187       | 97.91%   |
| російська  | 4         | 2.09%    |
| Усього     | 191       | 100%     |